# Vespasi Pol·lió
Vespasi Pol·lió (en llatí Vespasius Pollio) va ser un militar i magistrat romà del segle i aC, nadiu de Núrsia.
Per tres vegades va ser tribú dels soldats i prefecte del campament. També va ser pretor. La seva filla Vespàsia Pol·la fou concubina de l'emperador Vespasià.